# 이홍구 (1934년)
이홍구(李洪九, 1934년 5월 9일~)는 대한민국의 대학 교수 출신의 정치인이다. 제28대 국무총리를 지냈다. 본관은 전주이며, 호는 효당(曉堂)이다.
이홍구 총리는 1934년 5월 9일, 경기도 고양군에서 출생했다. 1953년에 경기고등학교를 졸업하고 그 해 서울대학교 법대 행정학과에 진학하였으나 이듬해 자퇴하였다. 1955년에는 미국 에모리 대학교에 입학하여 정치학을 전공하였고, 예일 대학교에서 정치학 박사 학위를 수여하였다.
에모리 대학교에서 조교수로 재직하다가 1969년에 귀국하여 서울대학교 정치학과 교수로 부임하였으며, 1988년 노태우 정부의 국토통일원 장관, 1991년 주영국 대사를 거쳐 1994년 문민정부에서 제28대 국무총리를 지냈다.
애초 1994년 6월, 민주자유당에 당무위원으로 입당하여 같은 해 1994년 11월, 탈당하였으나, 1996년 1월, 김영삼의 권유로 신한국당에 입당(복당)하여 신한국당 전국구 국회의원에 당선되었고 당무위원을 거쳐 신한국당의 대표위원이 되었다. 이후 김영삼의 후계자 중 한 명으로 거론되기도 하였으나, 1996년 12월에 노동법 날치기를 강행하였다가 전국민적 반발에 부딪치면서 신한국당 대표직을 사퇴하였다.
1998년 3월 24일에 김대중은 20여일간의 인선 구상 끝에 주미 대사에 이홍구를 내정하여, 1주일 후 3월 31일 이홍구는 한나라당을 탈당하였다. 당시 한나라당의 상임고문이었던, 갓 탈당한 전직 야당 정치인인 이홍구가 주미대사에 내정된 것은 향후 정계개편과 관련하여 정가의 관심을 모았다. 지난 문민정부에서 국무총리와 집권 여당의 대표를 지냈고, 비록 중도에서 포기했지만 대통령 후보 경선에까지 뛰어들었던 이홍구를 영입한 것에 대해 당시 청와대(김대중 정부 비서실)와 DJ 국민의 정부의 외교통상부는 "초당적 외교를 펼쳐나가겠다는 의지의 표현이다."라고 설명하였다. 하지만 정가에서는 당시 이홍구 주미 대사 내정 인선을, 김대중이 당시 이수성을 민주평화통일자문회의 수석부의장으로 내정한 일과도 전혀 무관하진 않은 것으로 보았다.

## 학력
- 1953년 경기고등학교 졸업
- 1954년 서울대학교 법과대학 행정학과 중퇴
- 1959년 에모리 대학교 정치학과 학사
- 1961년 예일 대학교 대학원 정치학 석사
- 1968년 예일 대학교 대학원 정치학 박사

### 명예 박사 학위
- 1978년 에모리 대학교 명예 문학박사

## 가족
- 배우자: 강주현
- 자녀: 1남 2녀

## 역대 선거 결과
| 실시년도 | 선거  | 대수 | 직책     | 선거구 | 정당     | 득표수      | 득표율         | 순위       | 당락 | 비고 |
| -------- | ----- | ---- | -------- | ------ | -------- | ----------- | -------------- | ---------- | ---- | ---- |
| 1996년   | 총선  | 15대 | 국회의원 | 전국구 | 신한국당 | 6,783,730표 | \| \| 34.5% \| | 전국구 2번 |      | 초선 |
|          | 34.5% |      |          |        |          |             |                |            |      |      |

## 소속 정당
| 소속 정당 | 소속 정당  | 소속 기간 | 비고           |
| --------- | ---------- | --------- | -------------- |
|           | 민주자유당 | 1994      | 정계 입문      |
|           | 무소속     | 1994~1996 | 탈당           |
|           | 신한국당   | 1996~1997 | 복당           |
|           | 한나라당   | 1997~1998 | 합당           |
|           | 무소속     | 1998~현재 | 탈당 정계 은퇴 |

## 같이 보기
- 주영국 대사
- 대한민국의 통일부 장관
- 대한민국의 민주평화통일자문회의 수석부의장
- 대한민국의 부총리
- 대한민국의 국무총리
- 주미대사
- 대한민국 제15대 국회의원 선거 신한국당 후보 목록#전국구